# Brachythemis fuscopalliata
Brachythemis fuscopalliata är en trollsländeart som först beskrevs av Selys 1887.  Brachythemis fuscopalliata ingår i släktet Brachythemis och familjen segeltrollsländor. IUCN kategoriserar arten globalt som sårbar. Inga underarter finns listade i Catalogue of Life.